# Dawka awaryjna
Dawka awaryjna − prawnie ustalona dawka promieniowania jonizującego na którą można narazić ratownika uczestniczącego w wypadku radiacyjnym. Różni się dla działań nieratujących życie (mniejsza wartość) i ratujących życie (większa wartość).
Wartość dawki awaryjnej jest ustalana na poziomie prawodawstwa krajowego. 
Międzynarodowy Komitet Ochrony Radiologicznej (ICRP) zaleca nieprzekraczanie dawki 20 mSv/rok w sytuacjach ratowania lub naprawy mienia, tj. 100 mSv w ciągu 5 lat, pod warunkiem, że w następnych latach narażenie nie przekroczy 50 mSv a dawki efektywne nie przekroczą:
- 150 mSv dla soczewki oka
- 500 mSv dla skóry
- 500 mSv dla dłoni i stóp

W przypadku ratowania życia, działaniom mającym zapobiec dalszych ofiar, lub eskalacji zdarzenia, nie ustala się dawki maksymalnej z zastrzeżeniem, że powinno podjąć się wszystkie racjonalne działania, aby dawka nie przekroczyła poziomu powodującego somatyczne objawy napromieniowania, tj. 1000 mSv.